# 石川県道283号小木小木港線
石川県道283号小木小木港線（いしかわけんどう283ごう おぎおぎこうせん）とは、石川県鳳珠郡能登町内を通る一般県道（石川県道）である。

## 概要
- 起点：石川県鳳珠郡能登町小木15字1番1地先（＝小木南交差点、石川県道35号能都内浦線交点）
- 終点：石川県鳳珠郡能登町小木13字44番地先

小木港の中心にある小木漁業協同組合の関連施設・小木水産会館へ向かって、起点から進む。住宅や商店が密集している小木地区内を通り、広見となっているところで終点に至る。
全区間センターラインの無い道路で、一部箇所では大型車のすれ違いが難しくなっている。また、住宅や商店が連なっていることから、路上駐車が見られる。全長156mと短いことから、縮尺が大きい道路地図では確認することができない。また現地で県道として捉えることができるのは、小木南交差点の角に設置されている、黄で色づけされている方向つきの県道番号標識のみである。

## 歴史
- 1960年（昭和35年）10月15日：路線認定。

## 接続道路
- 石川県道35号能都内浦線（鳳珠郡能登町小木・小木南交差点：起点）

## 通過する自治体
- 石川県
  - 鳳珠郡能登町